# Евреи
Евре́и (ивр. יְהוּדִים‎ йехудим — досл. иудеи, идиш ייִדן ;אידן‎ (й)идн, сеф. ג׳ודיוס джудиос; древнее самоназвание — также ивр. בְּנֵי יִשְׂרָאֵל‎, бней-Исраэль, «сыновья Израиля») — народ, этнос, этнорелигиозная группа, нация; восходят к израэлитам (ивр. בְּנֵי יִשְׂרָאֵל‎ «дети Израиля»), группе семитских племён, создавших древние Израильское и Иудейское царства; традиционная и этническая религия евреев — иудаизм. Евреи проживают во многих странах мира; с 1948 года существует также еврейское национальное государство Израиль.
Исторической родиной еврейского народа является Земля Израиля (Эрец-Исраэль), страна, историческая область, в библейское время населённая древними евреями. Согласно Библии, эта земля была обещана Богом ветхозаветным патриархам, начиная с Авраама, в библейской традиции считающегося родоначальником еврейского народа и их потомкам — народу Израиля, евреям, которые получили её после исхода из Египта. На протяжении почти двух тысячелетий галута (изгнания с исторической родины) еврейская религия и культура сохраняли идею грядущего освобождения от чужеземного господства и возвращения на родину.
Исторически понятия еврей и иудей тесно переплетены и в ряде языков неразличимы. Еврейская этническая принадлежность, религия и сообщество тесно взаимосвязаны. Традиционный еврейский лексикон почти не проводит различия между религиозными и этническими аспектами еврейской идентичности. Представления о еврейском народе, нации и общине связаны с верой в Бога, соблюдением еврейского религиозного закона и изучением древних религиозных текстов. Традиционное тождество национальной и религиозной принадлежности на протяжении веков поддерживало единство еврейства на фоне его организационной раздробленности. Идея этого тождества ярко выражена, в частности, в том, что еврейский народ часто понимается одновременно как носитель и как порождение иудейской веры. Примерно до начала XIX века принципиальное отсутствие какой-либо иерархии внутри иудаизма («предстоятелей» или «первоиерархов») и наличие самых разных авторитетов и точек зрения обуславливали конфессиональное единство еврейства. Иудеи разных традиций воспринимали себя членами одного религиозного течения несмотря на языковые, социокультурные и уставные различия («нусахим» — местные особенности богослужения). Споры между раввинами не приводили к крупным расколам в рамках иудаизма, поскольку главы общин обычно не имеют всей полноты власти в синагоге, а раввин не имеет «священного» авторитета как священнослужитель.
В то же время иудаизм может определяться не только как религия, но и как культура и цивилизация, включающая в себя также светскую составляющую, а вера и соблюдение норм иудаизма не являются обязательными условиями еврейской идентичности и принадлежности к евреям. Человек, рождённый евреем, который не соблюдает или отвергает иудаизм, может сохранять свою еврейскую идентичность, и, если он не перейдёт в другую религию, даже религиозные евреи признают этого человека евреем. Кроме того, ввиду неразделимости религиозного и этнического аспектов еврейской идентичности, человек, принявший иудаизм (прошедший обряд гиюра), в еврейской традиции рассматривается в качестве еврея.
История евреев насчитывает более трёх тысяч лет. Евреи сложились как общность во 2-м тысячелетии до н. э. в результате интеграции семитоязычных скотоводов-кочевников и земледельцев среднего течения реки Евфрат и оазисов Ханаана. Постоянное проживание значительной части еврейского народа за пределами Земли Израиля начинается уже в древности. Со времени создания Второго храма (VI век до н. э.) складывается преобладающая до настоящего времени модель этнического развития евреев, включающая символический и культурный центр в Израиле и обширную еврейскую диаспору. В 63—37 годах до н. э. Иудея была завоёвана Римской империей. В I—II веках н. э. римляне разбили еврейские освободительные движения, в 70 году н. э. разрушили Второй храм и выселили большую часть евреев, пополнивших еврейские общины диаспоры. Еврейский этнический центр в Земле Израиля почти полностью прекратил существование после арабского завоевания в 638 году, однако присутствие евреев на их исторической родине не прекращалось вплоть до создания государства Израиль в 1948 году.
Существует общая духовная и материальная еврейская культура, включающая иудаизм, иврит как общий язык еврейской культуры и религии, галаху — письменное и обычное право иудаизма, и связанные с нормами иудаизма обычаи и традиции. В то же время имеются значительные различия культуры евреев в разных регионах и общинах. Центральное место в еврейской культуре и религии занимает Земля Израиля. Общая материальная культура евреев включает нормы кашрута, обязанность мужчин и замужних женщин покрывать голову и др.
Большинство евреев говорит на языках тех стран, в которых живёт. В Израиле государственным языком является иврит, возрождённый в качестве разговорного в XIX веке (см. «Война языков»). В разных странах существует также ряд других еврейских языков, крупнейший из которых — идиш — входит в германскую группу языков.
В рамках еврейской культуры сложились Библия и иудейское религиозное учение, составившие основу двух наиболее распространённых мировых религий — христианства и ислама. Евреями было основано раннее христианство. Посредством этих религий ценности еврейской национальной культуры стали достоянием общечеловеческой культуры.
Организованные еврейские общины имеются в 110 странах мира; реальное число проживающих в этих странах евреев может превышать их официальные данные в 1,5-4 раза. Численность евреев на 2018 год оценивалась в пределах 14,6—17,8 млн человек, согласно «Berman Jewish DataBank»; из них 44,9 % проживали в Израиле и 39 % — в США.

## Этнонимы
Современное название народа на иврите — עִבְרִים‎ [иврим], יְהוּדִים‎ [йехудим] (также употребляется в значении иудеи); на идише — ייִדן‎ [йидн], [айид]; на сефардском языке — ג׳ודיוס‎ [джудиос].
Древним самоназванием евреев является также ивр. בְּנֵי יִשְׂרָאֵל‎, [бней-Исраэль] — «сыновья Израиля» (Иакова), то есть «потомки праотца Иаковa» (Израиля). Либо просто Израиль (Исраэ́ль), одно из значений которого — этноним евреев.
Согласно Танаху, корень евреев происходит из Месопотамии середины 2-го тысячелетия до н. э. Праотцы народа — Авраам, Исаак и Иаков. Потомки Иакова образовали двенадцать колен (племён) Израиля, живших во второй половине 2-го тысячелетия до нашей эры в Египте. Приблизительно к началу 1-го тысячелетия до н. э. они вышли из Египта и обосновались на земле Ханаан.
Иудеи
Греческое слово Ἰουδαῖος происходит от древнееврейского יהודי [йехуди]. В свою очередь, от греческого слова происходят лат. judaeus, англ. Jew, фр. Juif, нем. Jude, пол. żyd, рус. иудей и т. д.
Изначальное название йехуди относилось к потомкам (колена) Иуды, впоследствии — к жителям Иудейского царства вне зависимости от их племенной принадлежности. После падения Иудейского царства название йехуди потеряло специфическую связь с Иудейским царством и превратилось в термин, обозначающий национально-религиозную принадлежность вне связи с какой-либо территорией или коленом.
Евреи
На иврите слово «еврей» выглядит как иври (собственно, отсюда и название языка иврит — «еврейский», букв.: «еврейская»). Слово עברי‎ [иври] происходит от существительного עבר [э́вер] — «та сторона»; например, район Тель-Авива עבר הירקון [эвер ха-яркон] — «та сторона Яркона, Заярконье». Следовательно, иври — это прилагательное «потусторонний» либо «заречный», то есть «пришедший с той стороны (реки Евфрат)». Впервые в тексте Библии это слово относится к Аврааму, вышедшему в Ханаан из Харрана (Быт. 14:13).
Другое традиционное толкование упоминает предка Авраама Евера (Эвера), правнука Сима. Существует также версия происхождения этнонима иври от названия группы племён хабиру.
В русском языке
В современном русском языке еврей — это национальность, а иудей — вероисповедание, религиозная принадлежность.
Русское название народа «евреи» восходит через старославянский язык к древнегреческому Ἑβραῖος [hebrajos], позднее — [эврэос], которое, в свою очередь, происходит от древнееврейского самоназвания עִבְרִי‎ [иври]. Подобным образом происходит и латинское hebraeus, к которому восходят англ. Hebrew, нем. Hebräer, фр. Hebreu, итал. ebreo, исп. hebreo и т. д.
Слово «жид» в современном русском языке считается оскорбительным. Оно, как и пол. Żyd, лит. Žydas или чеш. Žid, восходит к позднепраславянскому *židъ, заимствованному из итал. giudeo, что, в свою очередь, является продолжением лат. judaeus «иудей». Это обозначение евреев и/или иудеев сохранилось, например, в польском, чешском и литовском языках, где слово «еврей» не употребляется, и в юго-западном наречии украинского языка (но уже в языковом стандарте современного украинского языка предпочтительнее использовать слово єврей).
Слово «гебреи» (hebraeus) является архаичной формой, происходящей от латинизированного названия, и сегодня почти уже не употребляется. Тем не менее дисциплины, изучающие еврейский язык, евреев и всё, что связано с еврейскими определениями, объединены в науку под названием гебраистика.

## Критерии еврейства

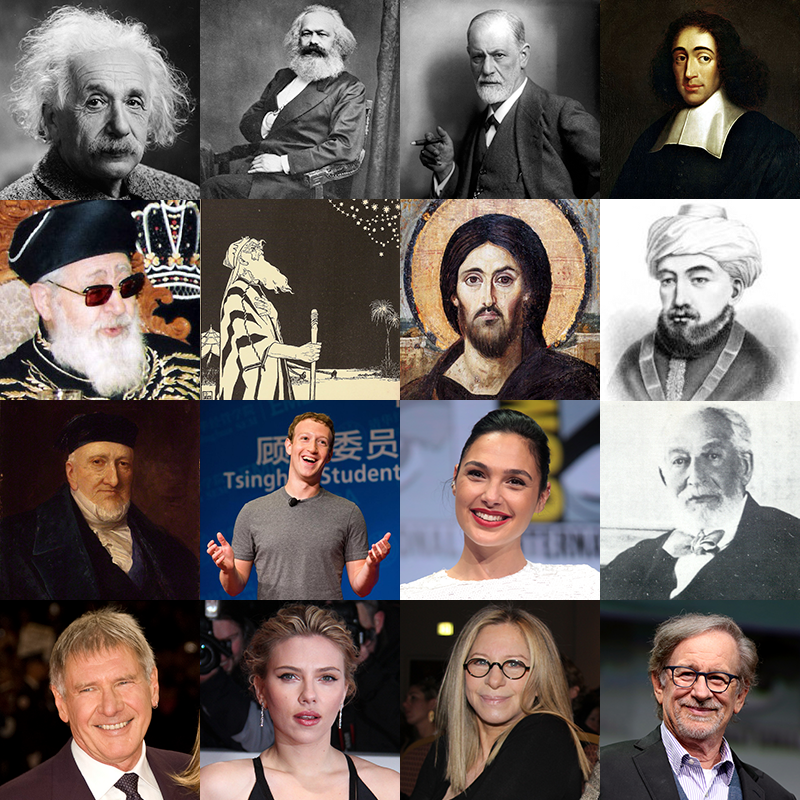
Знаменитые евреи:
Альберт Эйнштейн, Карл Маркс, Зигмунд Фрейд, Бенедикт Спиноза, Овадья Йосеф, Авраам, Иисус Христос, Маймонид, Мозес Монтефиоре, Марк Цукерберг, Галь Гадот, Эдмон де Ротшильд, Харрисон Форд, Скарлетт Йоханссон, Барбра Стрейзанд, Стивен Спилберг

Наиболее древним источником, дающим определение «еврейства», является еврейское право — Галаха, основанное на постановлениях законоучителей Талмуда. Согласно Галахе,

евреем является человек, рождённый матерью-еврейкой или обращённый в еврейство в соответствии с религиозным каноном (гиюр).

В период до разрушения Первого Храма, когда евреи постоянно жили на принадлежащей им земле и еврейская национально-религиозная община жила устойчивой и полноценной жизнью, евреем являлся всякий, кто принадлежал к еврейскому национально-религиозному сообществу — даже если он не происходил от одного из колен Израилевых. Положение принципиально изменилось после возвращения из вавилонского пленения (538 до н. э.). Падение Израильского, а затем и Иудейского царств сопровождалось насильственным выселением завоевателями части еврейского населения и переселением в Землю Израиля неевреев. Следствием этого были смешанные браки, угрожавшие дальнейшему существованию еврейского народа, и ослабление национально-религиозного самосознания у евреев, остававшихся в стране. В результате Ездра (Эзра) и Неемия (Нехемия) распространили запрет Библии на смешанные браки на все окружавшие евреев народы (Езд. 9-10; Неем. 10:30, 13:23-27). Принадлежность к общине определялась теперь в первую очередь на основании религиозного критерия, и община признавала своими членами лишь тех, кто принимал на себя религиозные обязательства. Строго религиозный критерий еврея, введённый Эзрой и его соратником Нехемией, привёл к культурно-религиозному обособлению евреев от языческого мира.
Если ещё в XVII—XVIII веках принадлежность к еврейству в глазах общины определялась галахическими критериями (происхождение от матери-еврейки или принятие иудаизма), а в глазах неевреев — вероисповеданием, то с наступлением эпохи эмансипации религия постепенно перестаёт служить критерием принадлежности к еврейству. По этим причинам, а также в связи с тем, что различные определения еврейства частично перекрываются и оказывают одно на другое взаимное влияние, вопрос определения «Кто является евреем?» остаётся предметом обсуждения и споров.
В то же время, определение того, кого считать евреем, давалось также и различными антисемитскими толкователями, с целью преследования евреев. Эти определения еврейства оказали значительное влияние на характер этого вопроса на протяжении всего XX века. Наиболее известным примером являются так называемые Нюрнбергские расовые законы.
Компании, предлагающие коммерческое «определение этнического происхождения по ДНК», нередко указывают в результатах «еврейство», что неоднозначно оценивается в еврейском сообществе.
С образованием Государства Израиль в качестве еврейского национального государства, возникла насущная необходимость в юридической формулировке критериев принадлежности к еврейству: должно ли это определение совпадать с галахическим или же евреем может быть признан всякий, кто заявляет о своей принадлежности к еврейскому народу. Закон о возвращении Государства Израиль в настоящее время гласит:

В применении к настоящему Закону евреем считается тот, кто рождён от матери-еврейки и не перешёл в другое вероисповедание, а также лицо, принявшее иудаизм.

Американский исследователь еврейской идентичности Стюарт Шарме писал: «Принятие радиоактивного ядра гойства — Иисуса — нарушает последнее табу еврейства. Вера в Иисуса как в мессию — это не просто еретическая еврейская вера, как это могло быть в первом веке, она стала эквивалентом акта этнокультурного самоубийства».

### Гиюр
Обращение в иудаизм происходит путём прохождения процедуры посвящения, называемой гиюром (ивр. גִּיּוּר‎), который сопровождается у мужчин обрезанием (брит мила) и окунанием в микву как мужчин, так и женщин. В отличие от христианства и ислама, иудаизм не приветствует прозелитизм, и гиюр пройти нелегко. Но очень развито обращение к светским евреям соблюдать заповеди, совершить «хазара бэ тшува» «возвращение к вере» (смысловой перевод), или «обратно возвращаясь» («возврат к ответу»). В Израиле человек, прошедший гиюр, официально считается евреем по национальности, что соответствует еврейской традиции. Прошедший гиюр за границей может претендовать по Закону о Возвращении на въезд в страну.
В новых течениях иудаизма — реформистском, консервативном и реконструктивистском — имеются иные правила для прохождения гиюра.

## История

### Древнейшая история
Библейское предание начинает жизнеописание Авраама, уроженца Ура Халдейского в Месопотамии, в библейской традиции рассматривающегося в качестве родоначальника еврейского народа, словами: «И сказал Господь Аврааму: пойди из земли твоей, от родства твоего и из дома отца твоего в землю, которую Я укажу тебе» (Быт. 12:1) — в землю, позже получившую название Земля Израиля, согласно Библии, обетованную (обещанную) Богом потомкам Авраама.
Библейские тексты отмечают духовную связь народа Израиля и обетованной ему Богом земли и утверждают о неизбежности их конечного воссоединения: «…возвратит Господь, Бог твой, изгнанных твоих… и опять соберет тебя из всех народов, среди которых рассеял тебя Господь, Бог твой… И приведет тебя Господь, Бог твой, в землю, которой владели отцы твои, и будешь ты владеть ею…» (Втор. 30:3, 5); «И возвращу Я изгнанных народа моего, Израиля… И насажу Я их на земле их, и не будут они больше вырваны из земли своей, которую Я дал им» (Амос. 9:14, 15).
Согласно предсказанию, которое Бог дал во время заключения завета, потомки Авраама, евреи, попали в египетское рабство на 400 лет. Из Египта евреев чудесным образом вывел пророк Моше рабейну (Моисей, великий наш). Во время Исхода из Египта Бог на горе Синай через Моше дарует евреям Боговдохновенную Тору (Закон), получившую наименование Пятикнижие Моисеево. Синайское откровение, согласно традиции иудаизма, знаменовало собой начало еврейского народа и принятие народом иудаизма. За Исходом следовало 40-летнее странствие евреев по пустыне, поскольку должны были умереть все бывшие рабы, чтобы в Землю обетованную вошли только рождённые свободными.
Евреи сложились как общность во 2-м тысячелетии до н. э. в результате интеграции семитоязычных скотоводов-кочевников и земледельцев среднего течения реки Евфрат и оазисов Ханаана. Евреи подразделялись на двенадцать племён («колен»), которые, согласно традиции Священного писания, восходили к сыновьям Иакова (Израиля). На рубеже 2-1-го тысячелетия до н. э. было основано объединённое царство Давида.
Современный иудаизм восходит к яхвизму, поклонению богу Яхве, более ранней форме иудаизма, религиозному культу Древнего Израиля и Иудеи, существовавшему около VI—V веков до н. э. Со времён формирования Талмуда и до современности иудейские богословы пытаются доказать, что монотеизм всегда был присущ иудаизму. Однако уже из анализа еврейской Библии, Танаха, следует, что формирование культа единого Бога началось не ранее XI–X веков до н. э., то есть периода формирования единого еврейского государства, и продолжалось в течение длительного времени, полностью завершившись в III–II веках до н. э. В более же ранний период еврейский народ, подобно родственным ему другим семитским племенам, практиковал одну из форм политеизма, поклоняясь многим богам и духам. Особую роль в развитии монотеистического учения сыграло жречество Иерусалимского храма. При царе Соломоне происходит централизация культа. Храм остался единственным местом поклонения, жертвоприношений, Богу. Эти процессы привели к постепенному выделению образа Яхве, первоначально бога племени Иуды, вначале в качестве главного, а затем и единственного бога всех племён («колен») израилевых.
Библеист Марк Смит писал, что современные археологические данные позволяют поставить под сомнение сложившиеся представления, согласно которым хананеи и израильтяне были носителями принципиально разной культуры. Материальная культура региона демонстрирует множество точек соприкосновения этих культур периода железного века I (около 1200—1000 годы до н. э.). Израильская культура восходит к ханаанской и была сама в значительной мере ханаанской.

### Эпоха Первого Храма
В X веке до н. э. в Иерусалиме, ставшем центром еврейского народа, сыном Давида, царём Соломоном был построен Первый храм. В течение 1-го тысячелетия до н. э. складывается еврейская Библия (Танах).
В 722 году до н. э. потомки десяти из двенадцати еврейских «колен» насильно переселяются ассирийцами в Мидию, где растворяются среди окружающего населения. Предания о «десяти потерянных коленах» получили популярность в еврейском, христианском и мусульманском фольклоре, и до настоящего времени распространены в среде восточных еврейских общин и иудействующих.
В 586 году до н. э. Иудея была завоёвана вавилонянами, которые разрушили Иерусалимский храм и насильно переселили значительную часть еврейского народа в Месопотамию. В еврейской библейской традиции это событие получило название Вавилонского пленения.

### Эпоха Второго Храма

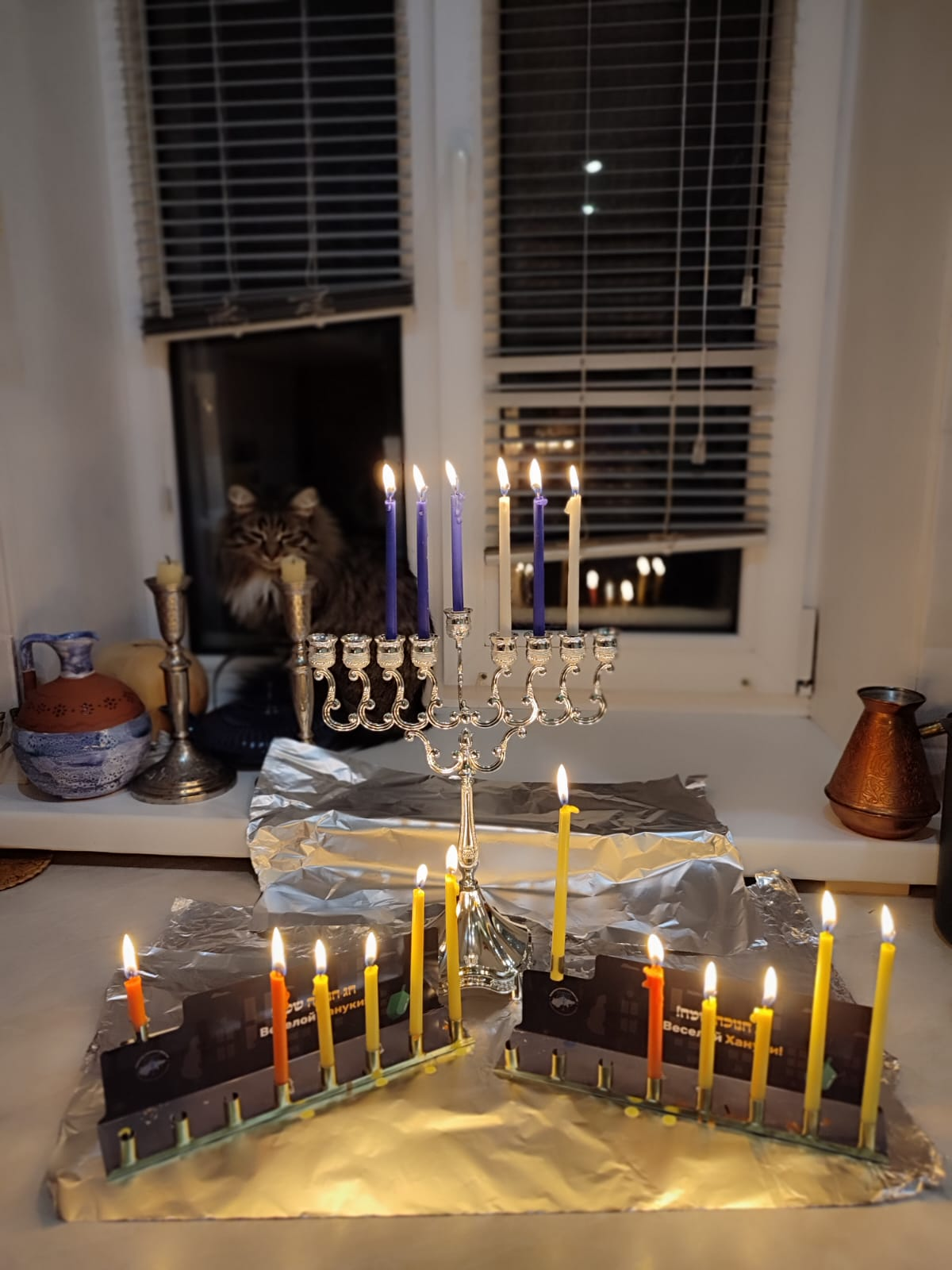
Свечи на Хануку, еврейский праздник, установленный во II веке до н. э. в память об очищении Храма, освящении жертвенника и возобновлении храмовой службы маккавеями

В связи с падением Нововавилонского царства в 539 году до н. э. часть евреев вернулась в Иудею, где был построен Второй Иерусалимский храм. Вокруг него возобновляется государственная и этническая консолидация еврейского народа. С этого времени начинается сложение доминирующей модели этнического развития евреев, которая включает символический и культурный центр в Израиле и обширную еврейскую диаспору. Зародившись в Месопотамии и Египте, с конца 1-го тысячелетия до н. э. она охватывает обширный регион, в который входят Северная Африка, Малая Азия, Сирия, Аравийский полуостров, Иран, Кавказ, Крым, Восточное и Западное Средиземноморье.
В IV—II веках до н. э. Земля Израиля была подчинена эллинистическим державам Птолемеев и Селевкидов, и евреи подвергались культурной эллинизации. Наряду с древнееврейским и арамейским евреями начинает использоваться также древнегреческий язык (койне). В результате восстания Маккавеев было создано второе древнееврейское государственное образование — Хасмонейское царство, существовавшее в 164-37 годах до н. э. В этот период в состав еврейского народа влились эллинизированные группы и нееврейские семитские народы Негева и Заиорданья.
В 63-37 годах до н. э. Иудея была завоёвана Римской империей. В I—II веках н. э. римляне разбили еврейские освободительные движения, в 70 году н. э. разрушили Второй иерусалимский храм и выселили большую часть евреев, которые пополнили еврейские общины диаспоры.

### Период галута

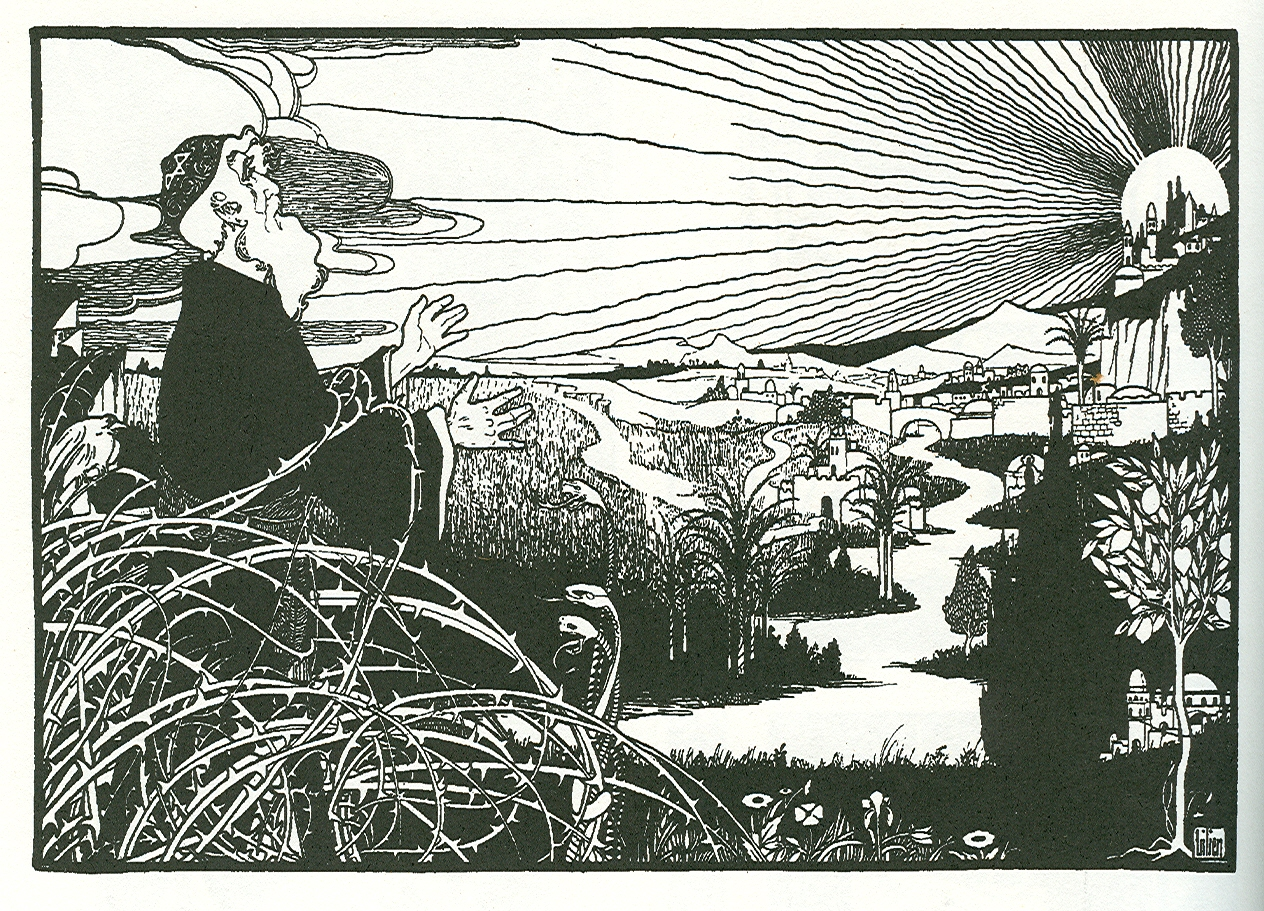
Глядя на восток, Эфраим Моше Лилиен, 1903

Еврейский этнический центр в Земле Израиля практически прекратил существование после арабского завоевания в 638 году, однако присутствие евреев на их исторической родине не прекращалось вплоть до создания государства Израиль в 1948 году. После потери независимости еврейского государства Страна Израиля стала одной из незначительных провинций ряда крупных держав: Римской империи, Византии, Арабского халифата и Османской империи.
В еврейской диаспоре последовательно сменился ряд доминирующих центров, в которых сложились еврейские этнические группы (эдот), которые различаются по языку и бытовой культуре, но сохраняют общееврейское самосознание: Бавель (Месопотамия, Закавказье, Курдистанское нагорье) — V—XI века; Сефарад (Пиренейский полуостров) — начало н. э. — 1492; Ашкеназ (Центральная Германия, Вост. Европа) — X — середина XX века.
Исполняя мицву о проживании в Земле Израиля или спасаясь от преследований, отдельные группы евреев неоднократно переселялись в Страну Израиля. Так, в 1211 году в Землю Израиля прибыли 300 раввинов из Франции, на рубеже XV—XVI века их деяние повторили изгнанники из Испании и Португалии, в 1648 году — беженцы из Украины, где участники восстания Богдана Хмельницкого массово уничтожали евреев, в 1774—1777 годах — хасиды и митнагдим с территории России и Польши. Почти беспрерывно в течение многих веков происходила индивидуальная алия. В числе совершавших её были видные религиозные и светские деятели, такие как Нахманид, Иехуда ха-Леви, раввин Овадия из Бертиноро и др. Земля Израиля являлаясь конечной целью передвижения многих известных еврейских путешественников, включая Биньямина из Туделы, Птахию из Регенсбурга, Мешуллама из Вольтерры. Возможно, по меньшей мере однажды была предпринята попытка воссоздания в Земле Израиля еврейского политического центра — как таковую, предположительно, можно рассматривать деятельность Иосефа и Грации Наси по восстановлению и заселению Тверии в середина XVI века.
Результатом серии изгнаний и депортаций из Англии (1290), Франции (1394), Литвы (1495), Португалии (1496), Саксонии (1540), Бранденбурга (1573) и др. стало сосредоточение европейских евреев преимущественно в Речи Посполитой. Массовое истребление евреев, произошедшие в ходе восстания Богдана Хмельницкого вызвало обратные миграции евреев в страны Западной Европы, в основном в Германию и Голландию, а также в Крымское ханство и Османскую империю. С этого времени растёт поток еврейских переселенцев из Восточной Европы, которые поселяются в городах Земли Израиля рядом с беженцами-сефардами.

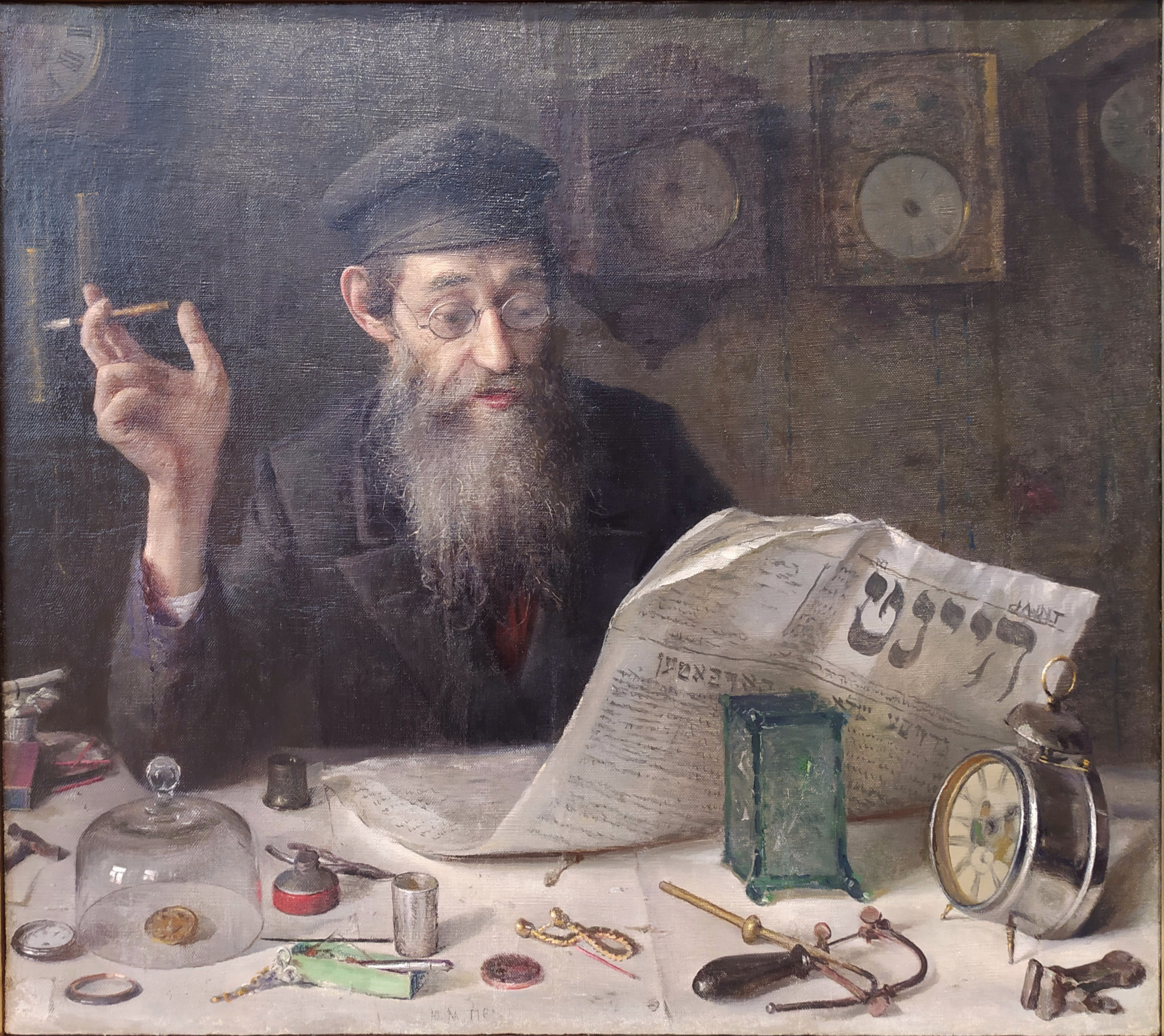
Часовщик, Юдель Пэн, 1914

В течение XIX века большая часть европейских евреев получила равные политические права, что сопровождали процессы реформирования иудаизма, разрушения традиционной кегилы, распада традиционных эдот и уменьшение употребления еврейских языков, а также движением хаскалы, еврейского просвещения. В XIX—XX веках европейские, а затем американские евреи осознали себя конфессиональной общностью. Одновременно секуляризованные евреи вливались в этносы своих стран. В России во второй половине XIX века в рамках хаскалы молодёжь стремится к образованию и просвещению, отказывается от своей культуры местечек и от иудаизма. Другие евреи России, а также Галиции и Румынии создали идентичность через осознание себя прежде всего этнической общностью, обладающей этнической религией. Формируются этнополитические направления, включая сионизм, идеологию возвращения на Землю Израиля, и автономизм, заключающийся в борьбе за создание национально-культурных автономий.
Преданность евреев исторической родине и осознание им своего единства стали предпосылками для зарождения в массового национально-освободительного движения возвращения в Эрец-Исраэль и создания на её территории независимого государства. Возникновению этого движения длительное время препятствовало то, что Священное Писание, учения большинства позднейших религиозных авторитетов, и формировавшееся под их влиянием общественное сознание осмысляли конец галута в контексте мессианской эсхатологии. Согласно этой концепции, избавление, которое понимается как национальное освобождение, полностью зависит от воли Божьей, выразителем которой будет Его посланник — Мессия. Как один из аспектов будущего общего переустройства мира, избавление не может произойти по воле человека или группы людей. Эсхатологическая трактовка избавления являлась преобладающей до начала эпохи Хаскалы, и национальные стремления евреев могли выразиться в это время только в форме мессианских движений, многие из которых включали призывы к массовому переселению в Землю Израиля, а иногда сопровождались также практическими действиями, как, например, крупнейшая в Средневековье алия ашкеназов, совершённая в 1700 году под руководством Иехуды Хасида ха-Леви, бывшего тайным последователем Шабтая Цви. Основная идея сионизма о том, что еврейскому народу следует взять дело своего объединения и возрождения в собственные руки, зародилась и получила распространение только в итоге преодоления или переосмысления эсхатологии. Сионизм унаследовал ряд идеологических и эмоционально-психологических элементов мессианизма, такие как стремление к социальной справедливости, вера в конечную победу добра, что в некоторой мере способствовало росту его популярности.
В середине XIX века евреи начинают мигрировать с территорий Германии, Австрии, Италии, в 1881—1914 — России в США, Канаду, страны Латинской Америку, в основном в Аргентину, Южной Африки, в Австралию, Новую Зеландию, а с распространением сионизма — также в Землю Израиля. Новая волна еврейской эмиграции была вызвана приходом нацистов к власти в Германии, Второй мировой войной и Холокостом. В 1930-е годах до 300 тысяч евреев бежали из Германии и Австрии в США и страны Европы.

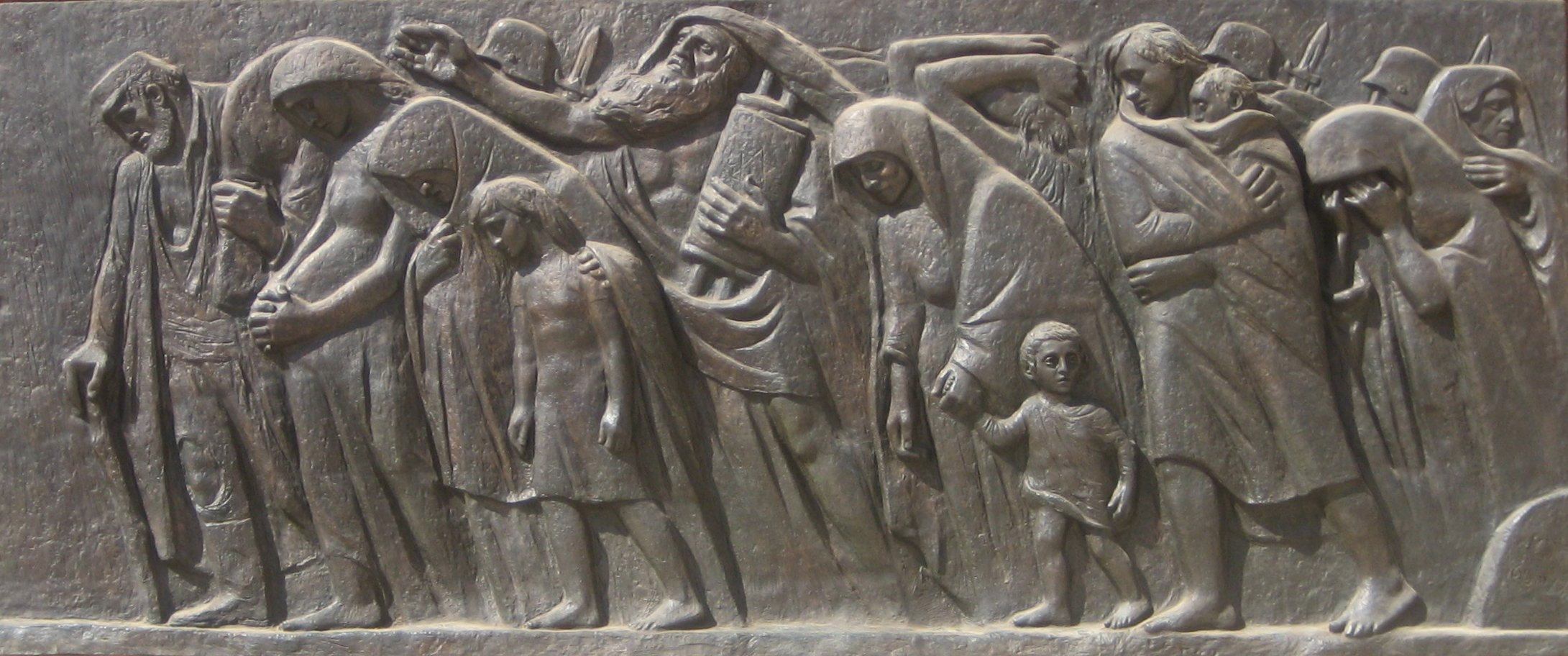
Натан Рапопорт, Последний марш, бронза. Яд ва-Шем, Иерусалим

В годы, предшествовавшие Второй мировой войне и во время неё, немецкими нацистами их союзниками и коллаборационистами в ходе Холокоста были целенаправленно уничтожены около шести миллионов евреев. Наряду с геноцидом армян в Османской империи является одним из самых известных примеров геноцида в XX веке.

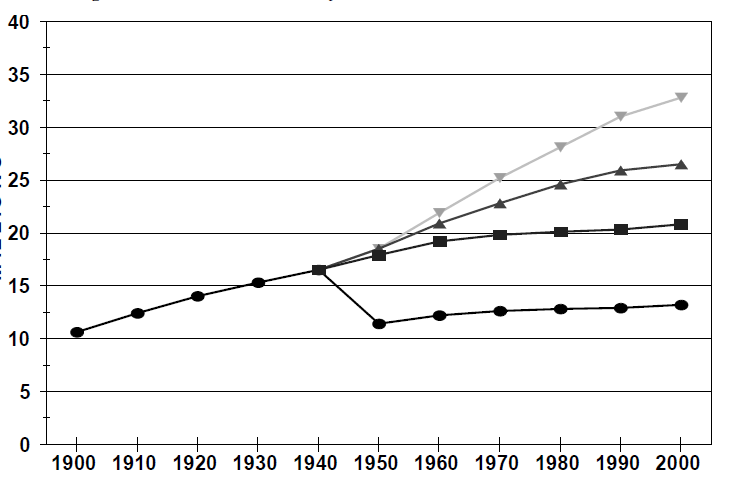
Еврейское население мира в млн чел., рассчитанное без учёта воздействия Холокоста. Три верхних графика — предположительные расчётные сценарии, нижний — реальный. Источник — Делла Пергола, Серджо

В результате нацистского геноцида пришла в упадок и угасла культура идиш, как образ жизни восточноевропейского еврейства и восприятия им окружающего мира
По мнению военного историка Ярона Пашера, многолетние систематические усилия по геноциду еврейского народа привели нацистов к гигантским затратам материально-технических и людских ресурсов за счёт армии, что привело их к военному провалу.
После завершения Второй мировой войны 350 тысяч евреев из стран Европы, в 1950—1970-е годы — из мусульманских стран, с 1971 года — также около 2 миллионов евреев из СССР переселились преимущественно в США и Израиль.
После возрождения государства Израиль израильтянами создаётся центр новой этничности евреев. Еврейская диаспора в государствах Америки, Западной и Центральной Европы, Австралии, Новой Зеландии, Южной Африки развивается на основе конфессиональной идентичности с опорой на синагогальные общины. Происходит распад сохранившихся традиционных эдот, образованных горскими, бухарскими, грузинскими евреями и др.

### Государство Израиль
Среди евреев, живших в диаспоре, всегда было распространено сильное стремление возвратиться на историческую родину. Преследования евреев в Европе, начавшиеся в эпоху «крестовых походов», способствовали эмиграции европейских евреев в Святую землю. После Альгамбрского декрета 1492 года этот поток существенно пополнился испанскими евреями, основавшими еврейскую общину Цфата.
Первая большая волна современной иммиграции, известная как Первая алия (ивр. עלייה‎), началась в 1881 году, когда евреи были вынуждены спасаться бегством от погромов в России.
Стремление к созданию собственного государства на Земле Израиля обрело организационные формы с появлением политического сионизма. Сионизм стал ответом на антисемитизм Нового времени, который отвергал ассимиляцию евреев. Важным событием в борьбе евреев за создание собственного государства стала так называемая «Декларация Бальфура», в которой Великообритания устами министра иностранных дел заявила, что не возражает против создания «еврейского национального очага» в Палестине. 24 апреля 1920 года на конференции в Сан-Ремо «Декларация Бальфура» была утверждена союзниками как основа послевоенного урегулирования в Палестине. На основании решений конференции в Сан-Ремо Лига Наций вручила в 1922 году Великобритании мандат на Палестину, объясняя это необходимостью «установления в стране политических, административных и экономических условий для безопасного образования еврейского национального дома».
Рост иммиграции евреев в Палестину привёл к росту арабского национализма и к ухудшению отношений между арабами и евреями. Массовые протесты арабов вынудили Великобританию ввести ограничения на еврейскую иммиграцию и приобретение евреями земли. Часть подмандатной территории была отдана под образование арабского государства Трансиордании, где запрещалось селиться евреям. При этом арабы воспринимали британскую политику как подрыв идеи единого арабского мира. Как элита, так и народные массы объединились в неприятии создания еврейского государства. Наплыв в 1930-е годы еврейских беженцев из Европы, спасавшихся от нацистских преследований, закончился арабским восстанием. 17 мая 1939 года британское правительство опубликовало Белую книгу Макдональда, которая практически запретила еврейскую иммиграцию, и ревизовало Декларацию Бальфура, заявив, что «еврейский национальный очаг уже создан». После 1945 года Великобритания оказалась вовлечена в нарастающий конфликт с еврейским населением. Во время Мандата евреи никогда не составляли большинство населения Палестины, но численность свою значительно увеличили, так, в 1920 году здесь арабы составляли абсолютное большинство (90 %), а к 1947 году евреи составили 31 % населения.
В 1947 году британское правительство заявило о своём желании отказаться от мандата на Палестину, аргументируя это тем, что оно не способно найти приемлемое для арабов и евреев решение. Созданная незадолго до того Организация Объединённых Наций на Второй сессии своей Генеральной Ассамблеи 29 ноября 1947 года приняла план раздела Палестины (резолюция Генеральной ассамблеи ООН № 181). Большинство еврейского населения приветствовало предложенный план раздела Палестины. Арабские руководители, в том числе Лига арабских государств и палестинский Высший арабский совет, категорически отвергли план ООН по разделу Палестины.
Стычки между еврейскими и арабскими вооружёнными формированиями стали перерастать в полномасштабные военные столкновения, и британские власти не в состоянии были помешать этому. Великобритания объявила о прекращении Мандата с 15 мая 1948 года, на несколько месяцев раньше срока, предусмотренного планом ООН. Еврейское государство было провозглашено 14 мая 1948 года в здании музея на бульваре Ротшильда в Тель-Авиве, за один день до окончания британского мандата на Палестину.
В Декларации независимости Израиля говорилось о возникновении еврейского народа на Земле Израиля и его стремлении вернуться на историческую родину. Упоминались Катастрофа еврейского народа и выстраданное им право на собственное государство. Декларация ссылалась на Резолюцию ООН о создании еврейского государства, сообщала о формировании переходных органов власти и гарантировала открытость для репатриации всех евреев на планете, а жителям страны гарантировала «полное общественное и политическое равноправие всех своих граждан без различия религии, расы или пола … свободу вероисповедания и совести, право пользования родным языком, право образования и культуры», а также охрану святых мест всех религий и верность принципам ООН. Арабам предлагалось прекратить кровопролитие, блюсти мир и участвовать в строительстве нового государства на условиях гражданского равноправия.

## Этнические группы

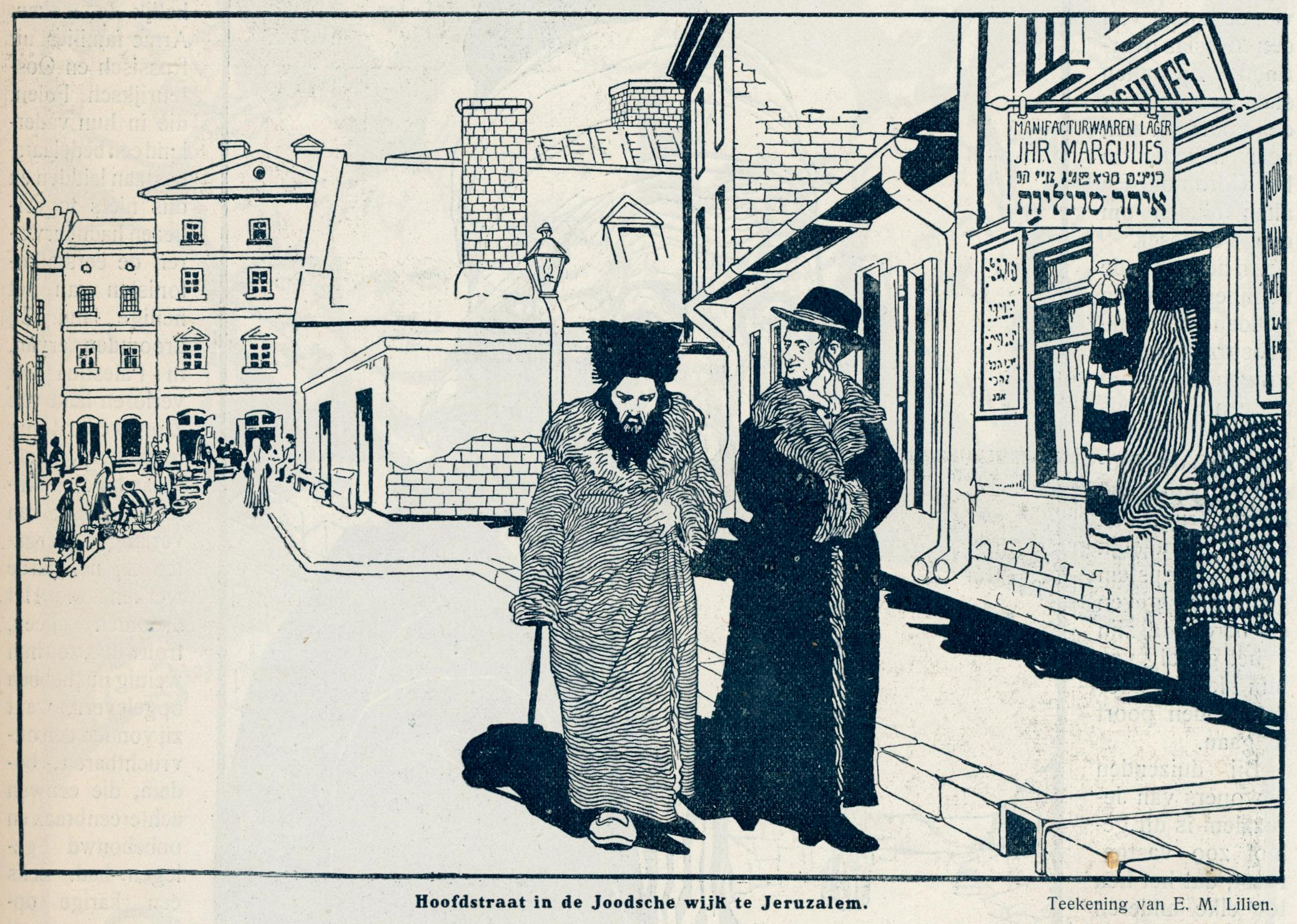
Главная улица в еврейском квартале Иерусалима, художник Эфраим Моше Лилиен, 1922

Одна из древнейших эдот, которая сложилась в середине 1-го тысячелетия до н. э., — бавли, или иракские евреи, говорила сначала на еврейско-арамейском языке, который около VIII—IX века сменился на арабские диалекты кылту, позднее сохранившимиеся преимущественно только у евреев и христиан. Последние бавли уехали из Ирака в начале американо-иракской войны в 2003 году.
Евреи, которые сохранили арамейский язык после арабского завоевания, оказались оттеснены на Курдистанское нагорье, где сформировали этническую группу таргум, или лахлухов. В Израиле они известны как курдистанские евреи и сохраняют в бытовой сфере еврейско-арамейские языки.
Иранские евреи (парас-у-мадай) проживали в Иране и Средней Азии с эпохи Ахеменидов. С VI—VII веков н. э. существуют памятники еврейско-персидского этнолекта. Позднее иранские евреи разделились на группы: собственно иранские евреи (джиди — 25 тыс. чел. в Иране, 75 тыс. чел. в Израиле; в XX века большая их часть перешла с еврейско-иранских языков на фарси); татоязычные горские евреи; афгано-среднеазиатская группа, к XVIII веку она подразделяется на среднеазиатских евреев и использовавших один из еврейско-персидских этнолектов афганских евреев, окончательно покинувших Афганистан в конце XX века. С иранскими евреями связана также группа китаеязычных кайфынских евреев на территории Китая, которые сформировались в VI—VIII веках н. э. и к настоящему времени почти полностью ассимилированы китайцами. Небольшое число потомков этой группы в городе Кайфыне сохраняют ряд признаков культурной обособленности.
В раннесредневековый период вдоль путей международной торговли пряностями сформировались говорящие на языке маратхи бене-исраэль на территории индийского штата Махараштра и говорящие на дравидийском языке малаялам кочинские евреи, ранее жившие на юге Малабарского побережья; ныне живут в Израиле.
Еврейские поселения Аравийского полуострова возникали с середины — второй половины 1-го тыячелетия до н. э. Исламский пророк Мухаммед создал новую религию, находясь в противостоянии с еврейским населением Медины, но отдельные еврейские кланы вошли в состав первоначальной исламской общины. Арабоязычные потомки евреев Южной Аравии (тейманим) проживают в основном в Израиле (около 140 тыс. чел.), около 500 чел. живут в Йемене.
В раннем Средневековье сложились еврейские арабоязычные группы Северной Сирии и Южной Турции (халяби), Южной Сирии и Ливана (сами); с XVI века в их состав вошли сефарды, бывшие беженцами из Испании. В XVIII веке несколько кланов халяби и иракских евреев переселились в Индию, поступив на службу британской короне, откуда они расселились по территориям Юго-Восточной Азии: в Индонезии, Мьянме, Сингапуре, Гонконге и др., где стали известны как багдади.
С середины — второй половины 1-го тысячелетия до н. э. формировалась этническая группа евреев Магриба (мустаарабим), дробившаяся на большое число географических и субэтнических подгрупп, включая бербероязычных евреев Атласа.
В изоляции от всех этих эдот формировались эфиопские евреи (бета-исраэль, или фалаша), которые до XX века говорили на агавских языках, затем перешли на амхарский и тиграй.
Евреи Византии (романиоты) с XVI века подвергались интенсивной ассимиляции сефардами. Их потомки, которые в XX веке сменили свой этнолект греческого языка (еваника) на стандартный греческий, проживают в Греции (около 1 тыс. чел.). В Закавказье сформировались грузинские евреи. Потомки грекоязычного еврейского населения, жившего с начала н. э. в Крыму и на Таманском полуострове, и более поздних еврейских мигрантов, включая сефардов из Испании и Италии, образовали группу крымчаков, которые до недавнего времени говорили на этнолекте крымско-татарского языка. В этногенетическом плане с романиотами, хазарами и хазарскими евреями, по одной из версий, связаны славяноязычные евреи Киевской Руси и западнославянских земель X—XVII веков (кенааним), которые говорили на еврейских этнолектах древнерусского и древнечешского языка и затем ассимилированные расселившимися на этих территориях из Германии ашкеназами.
В IX—XIV веках на территориях Северной Франции, Англии и Нидерландов проживала еврейская группа царфатим, которая говорила на этнолекте старофранцузского языка (западный лоэз, царфатский). После изгнания евреев из Англии и Франции, произошедшего в XIII—XIX веках они ассимилировались с ашкеназами и отчасти с сефардами.
В Юго-Западной Европе с эпохи поздней античности проживала еврейская группа сефардов, говорившая на этнолектах иберо-романских языков. После изгнания евреев из Испании в 1492 году они расселились в Османской империи на Балканах и в Восточном Средиземноморье, в Италии и Северной Африке, где сформировался сефардский язык. С XVI века сефарды стали восстанавливать еврейские поселения в Земле Израиля — в Иерусалиме, Хевроне, открыли каббалистические центры в Цфате и Тиверии. К ним была близка группы евреев Прованса (еврейско-провансальский язяк шуадит существовал до середины XIX века) и евреев Рима (ромаим), которые говорили соответственно на этнолектах старопровансальского и итальянского языков (южный лоэз).

## Демография, расселение и численность
О подсчётах еврейского населения в древности есть упоминания в Библии. Они приписываются Моисею (Чис. 1:2—46, 26:2—51, 62) и Давиду (2Цар. 24:2—9; 1Хрон. 21:2—5). Однако библейская критика полагает эти данные сомнительными. В Краткой еврейской энциклопедии приводится следующая оценочная таблица численности евреев в период 1000—586 годов до н. э. в тыс. человек:
|         | 1000 | 733—701   | 586 |
| ------- | ---- | --------- | --- |
| Иудея   | 450  | 300—350   | 150 |
| Израиль | 1350 | 800—1000  | —   |
| Всего   | 1800 | 1100—1350 | 150 |

|                                                            | 1300 г. | 1300 г.  | 1490 г. | 1490 г.  |
| Страна                                                     | евреи   | общ.нас. | евреи   | общ.нас. |
| ---------------------------------------------------------- | ------- | -------- | ------- | -------- |
| Франция (включая Авиньон)                                  | 100     | 14 000   | 20      | 20 000   |
| Священная Римская империя (включая Швейцарию и Нидерланды) | 100     | 12 000   | 80      | 12 000   |
| Италия                                                     | 50      | 11 000   | 120     | 12 000   |
| Испания (Кастилия, Арагон и Наварра)                       | 150     | 5500     | 250     | 7000     |
| Португалия                                                 | 40      | 600      | 80      | 1000     |
| Польско-Литовское государство                              | 5       | 500      | 30      | 1000     |
| Венгрия                                                    | 5       | 400      | 20      | 800      |
| Всего                                                      | 450     | 44 000   | 600     | 53 800   |

В XXI веке общая численность евреев в мире оценивается от 12 до 15 млн человек. Численность еврейского населения, заявленная в переписях, может существенно отличаться от численности лиц, внутренне осознающих себя евреями.
В России в послереволюционных переписях национальность называл сам опрашиваемый. Поэтому, например, до 1930-х годов в них в качестве евреев не фигурируют люди, себя таковыми не считавшие (в то время около 20 %). В дальнейшем доля евреев в СССР, не считавших разумным декларировать свою национальность, продолжала расти — вплоть до начала 1980-х годов.
| № страны | Страны         | Евреи      | % по стране | % от всех евреев | год  |
| -------- | -------------- | ---------- | ----------- | ---------------- | ---- |
| 1        | Израиль        | 6 772 000  | 74,1 %      | 42,89 %          | 2020 |
| 2        | США            | 5 425 000  | 2,1 %       | 38,02 %          | 2013 |
| 3        | Франция        | 606 000    | 1,0 %       | 3,97 %           |      |
| 4        | Канада         | 393 660    | 1,2 %       | 2,58 %           |      |
| 5        | Великобритания | 350 000    | 0,57 %      | 2,29 %           |      |
| 6        | Аргентина      | 280 000    | 0,8 %       | 1,84 %           | 2005 |
| 7        | Россия         | 157 641    | 0,14 %      | 1,03 %           | 2010 |
| 8        | Австралия      | 120 000    | 0,56 %      | 0,79 %           |      |
| 9        | Германия       | 118 000    | 0,14 %      | 0,77 %           |      |
| 10       | Бразилия       | 96 500     | 0,05 %      | 0,63 %           |      |
| 11       | Украина        | 80 000     | 0,16 %      | 0,52 %           |      |
| 12       | Южная Африка   | 72 000     | 0,15 %      | 0,47 %           |      |
| 13       | Польша         | 50 000     | 0,6 %       | 0,33 %           |      |
| 14       | Венгрия        | 49 700     | 0,4 %       | 0,33 %           |      |
| 15       | Испания        | 48 409     | 0,12 %      | 0,32 %           |      |
| 16       | Нидерланды     | 45 000     | 0,28 %      | 0,29 %           |      |
| 17       | Мексика        | 39 800     | 0,03 %      | 0,26 %           |      |
| 18       | Бельгия        | 31 200     | 0,3 %       | 0,20 %           |      |
| 19       | Молдова        | 31 187     | 0,7 %       | 0,20 %           |      |
| 20       | Уругвай        | 30 743     | 0,9 %       | 0,20 %           |      |
| 21       | Италия         | 30 213     | 0,05 %      | 0,20 %           |      |
| 22       | Чили           | 25 375     | 0,13 %      | 0,17 %           |      |
| 23       | Венесуэла      | 20 900     | 0,1 %       | 0,14 %           |      |
| 24       | Иран           | 25 405     | 0,035 %     | 0,17 %           |      |
| 25       | Эфиопия        | 20 000     | 0,027 %     | 0,13 %           |      |
| 26       | Швеция         | 20 000     | 0,2 %       | 0,13 %           |      |
| 27       | Узбекистан     | 17 453     | 0,065 %     | 0,11 %           |      |
| 28       | Турция         | 17 415     | 0,025 %     | 0,11 %           |      |
| 29       | Швейцария      | 17 000     | 0,2 %       | 0,11 %           |      |
| 30       | Индия          | 15 405     | 0,005 %     | 0,101 %          |      |
| 31       | Беларусь       | 12 926     | 0,14 %      | 0,082 %          |      |
| 32       | Панама         | 10 029     | 0,33 %      | 0,066 %          |      |
| 33       | Латвия         | 9001       | 0,397 %     | 0,059 %          |      |
| 34       | Австрия        | 8184       | 0,1 %       | 0,054 %          |      |
| 35       | Грузия         | 7951       | 0,17 %      | 0,052 %          |      |
| 36       | Азербайджан    | 7911       | 0,1 %       | 0,052 %          |      |
| 37       | Дания          | 7062       | 0,13 %      | 0,046 %          |      |
| 38       | Румыния        | 6029       | 0,027 %     | 0,040 %          |      |
| 39       | Новая Зеландия | 7077       | 0,17 %      | 0,046 %          |      |
| 40       | Греция         | 5334       | 0,05 %      | 0,035 %          |      |
| 41       | Марокко        | 5236       | 0,016 %     | 0,034 %          |      |
| 42       | Казахстан      | 4100       | 0,027 %     | 0,027 %          |      |
| 43       | Литва          | 3596       | 0,1 %       | 0,024 %          |      |
| 44       | Колумбия       | 3400       | 0,008 %     | 0,022 %          |      |
| 45       | Чехия          | 4000       | 0,03 %      | 0,026 %          |      |
| 46       | Словакия       | 3041       | 0,056 %     | 0,020 %          |      |
| 47       | Перу           | 2800       | 0,01 %      | 0,018 %          |      |
| 48       | Коста-Рика     | 2500       | 0,06 %      | 0,016 %          |      |
| 49       | Болгария       | 2300       | 0,031 %     | 0,015 %          |      |
| 50       | Армения        | 2000       | 0,035 %     | 0,013 %          |      |
| 51       | Ирландия       | 1930       | 0,045 %     | 0,013 %          |      |
| Итого    | 51 страна      | 15 256 487 | —           | 100 %            |      |

Организованные еврейские общины существуют в 110 странах мира.
|      | Весь мир      | Израиль | Европа | США | Другие страны |
| ---- | ------------- | ------- | ------ | --- | ------------- |
| 1800 | 2,5           | —       |        |     |               |
| 1825 | 3,28          | —       | 2,73   |     | 0,55          |
| 1880 | 7,73          | —       | 6,8    |     | 0,93          |
| 1883 | 7,8           | 0,024   |        |     |               |
| 1901 | 10,62         | 0,05    | 8,69   |     | 1,93          |
| 1915 | 13,5          | 0,085   | 9,1    |     | 4,48          |
| 1923 | 14,4          | 0,084   |        |     |               |
| 1926 | 14,8          | 0,136   |        |     |               |
| 1939 | 16,6          | 0,449   |        |     |               |
| 1940 | 16,724        | 0,449   | 9,48   |     | 7,244         |
| 1948 | 11,275 — 11,5 | 0,650   | 3,781  |     | 6,844         |
| 1951 |               | 1,203   |        |     |               |
| 1956 | 11,8          | 1,5905  |        |     |               |
| 1961 |               | 1,9113  |        |     |               |
| 1966 |               | 2,2991  |        |     |               |
| 1967 | 13,455        | 2,776   | 3,688  |     | 6,991         |
| 1971 | 12,63         | 2,282   |        |     |               |
| 1976 | 12,74         | 2,9594  |        |     |               |
| 1981 | 12,84—14,286  | 3,2827  | 4,102  |     | 6,901         |
| 1986 | 12,87         | 3,5172  |        |     |               |
| 1991 | 12,87         | 3,9467  |        |     |               |
| 1996 | 12,892        | 4,5223  |        |     |               |
| 2001 | 12,914        | 4,9554  |        |     |               |
| 2002 | 12,936        | 5,025   |        |     |               |
| 2003 | 12,948        | 5,0942  |        |     |               |
| 2004 |               | 5,143   |        |     |               |
| 2016 | 14,411        | 6,335   |        |     | 8,076         |
| 2017 | 14,4—14,6     | 6,450   |        |     | 7,95—8,15     |
| 2018 | 14,7          |         |        |     |               |
| 2019 |               | 6,668   |        |     |               |
| 2020 |               |         |        |     |               |
| 2021 | 15,2          | 6,9     |        | 6,0 |               |
| 2022 |               | 6,982   |        |     |               |

Рождаемость
Типичная рождаемость евреев в большую часть их истории оценивается в 5—6 рождённых детей на одну женщину. Рождаемость у евреев Центральной Европы начала снижаться уже в первой половине XIX века. Потом эта тенденция распространилась на Восточную Европу. Тенденция к снижению рождаемости у евреев в целом проявлялась раньше, чем у коренных народов тех регионов, где они жили.
Общий коэффициент фертильности (среднее число детей, рождённых одной женщиной в течение её жизни) в Израиле на протяжении всей его истории неуклонно снижался.
|           | Израиль | Евреи | Мусульмане |
| --------- | ------- | ----- | ---------- |
| 1960—1964 | 3,85    |       |            |
| 1980—1984 | 3,13    | 2,8   | 5,54       |
| 1985      |         | 2,79  | 5,54       |
| 1989      |         | 2,79  | 4,7        |
| 2002      | 2,89    | 2,64  | 4,58       |
| 2017      |         | 2,39  | 2,83       |
| 2018      | 2,98    |       |            |
| 2019      | 2,97    | 3,09  |            |
| 2020      | 2,88    | 3,0   | 2,82       |

Изучение генотипа разных групп евреев и сравнение с генотипами других народов дают противоречивые результаты. Согласно одним работам, основные еврейские группы ближе друг другу, чем к соседним народам. Это противоречит аргументам о том, что евреев объединяет лишь культурное, а не этническое происхождение. Однако согласно исследованиям митохондриальных ДНК (которые передаются по материнской линии), евреи ашкеназы произошли от европейских женщин.

## Языки
Древнейшим языком евреев является древнееврейский язык (иврит), на котором был написан Танах. В первые века нашей эры в качестве разговорного он сменился одним из арамейских языков.
Позднее в еврейской диаспоре на основе языков окружающих народов сформировались евресйкие языки и этнолекты. Древнееврейский утратил роль средства вербальной коммуникации, но в форме «языка святости» (лашон-акодеш) сохранялся до Нового времени как основной письменный язык, который использовался в религиозной, литературной, образовательной, культурной и деловой сферах.
В XIX веке древнееврейский язык был возрождён в форме современного иврита, с середины XX века ставшего официальным и основным разговорным языком евреев Израиля. В странах еврейской диаспоры древнееврейский сохраняется в качестве основного языка иудаизма. Около 50 % еврейского населения мира говорит на английском (США, Канада, Великобритания, Израиль, Австралия, ЮАР и др.), около 40 % — на иврите (Израиль), около 20 % — на русском, около 10 % — на арабском, около 5 % — на испанском около 6 % — на французском, около 4 % — на идише. Распространёнными являются также сефардский язык, татский язык, еврейско-арамейские языки, еврейско-иранские языки и другие еврейские языки. Также у евреев распространены немецкий, румынский, польский, амхарский, португальский, венгерский, нидерландский, турецкий и др. языки.

## Религия
Большинство верующих евреев являются последователями иудаизма (иудеями). В рамках иудаизма этническое и конфессиональное самосознание обычно совпадают. Согласно традиционной позиции, переход еврея в другую религию является переходом в другой народ.
Священная книга еврейского народа — Танах (еврейское Священное Писание — аббревиатура от Тора (ивр. תורה‎), Невиим (ивр. נביאים‎), Ктувим (ивр. כתובים‎) — «Пятикнижие, Пророки и Писания»). Танах является частью Священного Писания христиан (Ветхий Завет) и почитается в исламе.
Также существуют крупные христианские течения еврейской идентичности, включая Евреи за Иисуса и мессианский иудаизм. Значительная часть русскоязычных евреев исповедует православие.
См. также: Иерусалимская православная церковь, Выкресты

## Традиционная культура
Центральное место в еврейской культуре и религии занимает Земля Израиля (Эрец-Исраэль). В Земле Израиля евреи сформировались как народ из разных племён общего происхождения, в этой земле существовало еврейское суверенное государство, в ней сложился духовный и религиозный облик еврейского народа, были созданы ценности национальной культуры, сложилась Библия, мировоззрение которой составило основу иудаизма. Страна Израиля как независимая геополитическая культурная единица существует только в контексте еврейской истории. Ранее обоснования в ней израильских племён эта территория представляла собой разнообразные ханаанские города-государства, часто подвластные Египетскому царству. Земля Израиля является исторической родиной еврейского народа, связь с которой сохраняется в течение всей истории евреев. Религиозное мировоззрение еврейского народа основывается на мессианстве, вере в избавление человечества и возвращение евреев в Эрец-Исраэль. Это упование отражено в духовном творчестве еврейского народа в течение веков жизни в диаспоре. Неоднократно возникавшие мессианские движения стремились к чуду избавления.
Предположительно, уже вскоре после разрушения Второго храма в читаемую трижды в день молитву Амида включается бенедикция киббуц галуйот, представляющая собой обращенную к Богу мольбу о возвращении евреев, находящихся в странах изгнания, в Землю Израиля: «Собери нас вместе с четырех концов земли в страну нашу». Идея грядущего объединения рассеянных по миру частей еврейского народа и восстановления еврейской государственности проводится талмудической литературой. Согласно с этим ряд средневековых раввинских авторитетов, включая Нахманида, провозглашали проживание в Земле Израиля в качестве одного из важнейших предписаний иудаизма (мицвот).

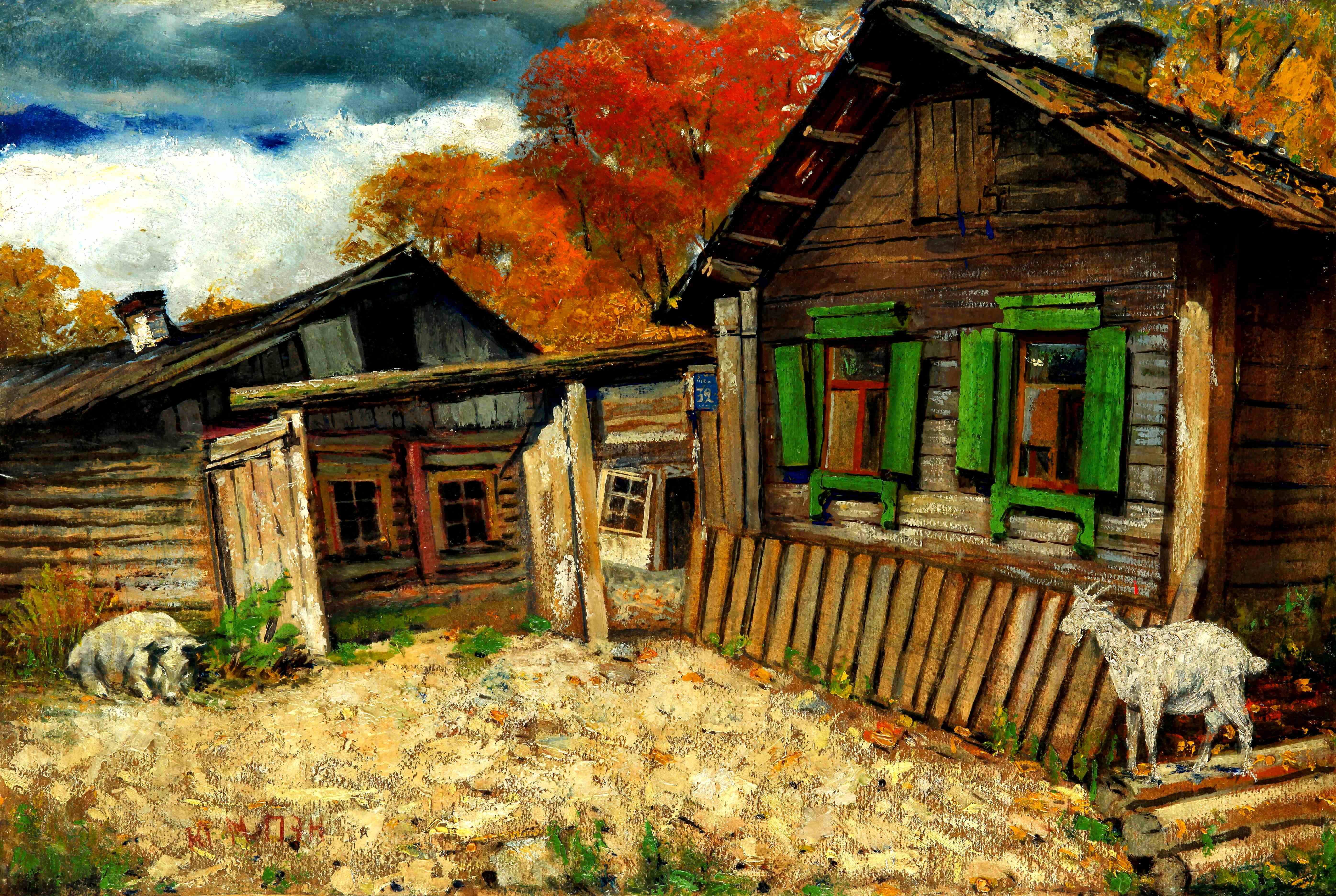
Домик с козочкой, Юдель Пэн, 1920-е

В галуте евреи были лишены полноты социально-экономических прав, что стало одним из факторов формирования специфической культуры. Повсеместно для евреев была ограничена сельскохозяйственная деятельность, в результате чего главными их занятиями являлись ремесло и торговля, для некоторой части народа — предпринимательство и ростовщичество, свободные профессии. Большая часть еврейского народа проживала в замкнутых общинах, кегила, расположенных городскими кварталами — гетто в Италии и Германии, жудерия на землях Испании и Португалии, меллах в странах Северной Африки, махалла в Иране и государствах Центральной Азии — либо небольшими городками в странах Восточной Европы, «местечками». Самоуправляемую общину, кагал, возглавляла экономическая элита, включая гвира («сильный»), парнаса («кормилец») и раввинат. У евреев сохранялись элементы большой семьи. В странах Ближнего и Среднего Востока до середины XX века практиковалось многожёнство. Нормативную моногамию ввели ашкеназы в X веке. Ультраортодоксальная среда имеет традиции левирата, сорората и ортокузенных патрилатеральных браков. Системы еврейского родства представлены линейным и бифуркативно-коллатеральным типами. Счёт родства является патрилинейным, однако по нормам иудаизма еврейство определяется по матери-еврейке. В реформистском иудаизме евреями считаются и рождённые от отца-еврея отца, а также обладающие еврейским воспитанием.
Общая материальная культура евреев включает нормы кашрута, обязанность мужчин и замужних женщин покрывать голову и др. Еврейская кухня имеет восточное, или сефардское и западное, или ашкеназское направления. Для восточной характерно широко использовать специи, оливковое масло, бобы, баранину. В западной кухне используют говядину, курицу, овощи, которые приправлены сахаром и луком. Во всей диаспоре на шаббат готовятся халы, плетёный хлеб, обсыпанный маком или кунжутом; рыба, фаршированная в ашкеназской традиции или жаренная с использованием пряных приправ — в восточном направлении; чолнт, хамин, жаркое из мяса и бобов на долгом огне. В Рош а-Шана, праздник Нового года, едят сладости и яблоки в меду. Для праздника Хануки приняты мучные и картофельные блюда, готовящиеся в кипящем масле. В запрет употреблять хамец, квасной хлеб в неделю Песаха на западе входит исключение всех видов злаков или бобовых, которые готовятся в воде или другой жидкости. Восточная традиция на Песах, напротив, включает кушанья, в основе которых бобовые, рис, кукуруза и др.

## Еврейские организации и движения
С конца XIX века формируется сеть междунарадных еврейских организаций. В их число входят: Общество ремесленного труда (ОРТ), созданное в России в 1870 году; Всемирная сионистская организация (1897), а также её исполнительный орган — Еврейское агентство (Сохнут; 1921); Всемирный еврейский конгресс (ВЕК; 1936), который объединил все организованные еврейские почти общины мира (за исключением Ирана; еврейская община СССР присоединилась к нему в 1991 году; после распада СССР общины в странах СНГ составили ядро Евроазиатского еврейского конгресса, который ассоциирован с ВЕК и включает также еврев из других стран Азии, Австралии и Океании); Объединённый американский еврейский комитете по распределению (Джойнт; 1989) и др.
В Советском Союзе все еврейские общинные и общественные организации, в том числе созданный в 1941 году Еврейский антифашистский комитет (ЕАК), ликвидировались. В 1970—1980-е годы в СССР сформировалось независимое еврейское движение, которое ставило цели эмиграции евреев из СССР в Израиль и изучения еврейской культуры. Существовали кружки по изучению иврита, еврейской истории, иудаизма, традиций еврейского народа и др. В 1989 году Первым съездом евреев СССР было провозглашено создание Конфедерации еврейских организаций и общин СССР (Ваад), после 1991 года — Конфедерация еврейских организаций и общин СНГ. В 1996 году был создан Российский еврейский конгресс (РЕК). С 1997 года сложилась структура Федеральной еврейской национально-культурной автономии (ФЕНКА), которая включает региональные еврейские национально-культурные автономии в 40 регионах России.

## Близкие группы
По признаку религии к еврейскому народу относят себя так называемые криптоиудеи и иудействующие.

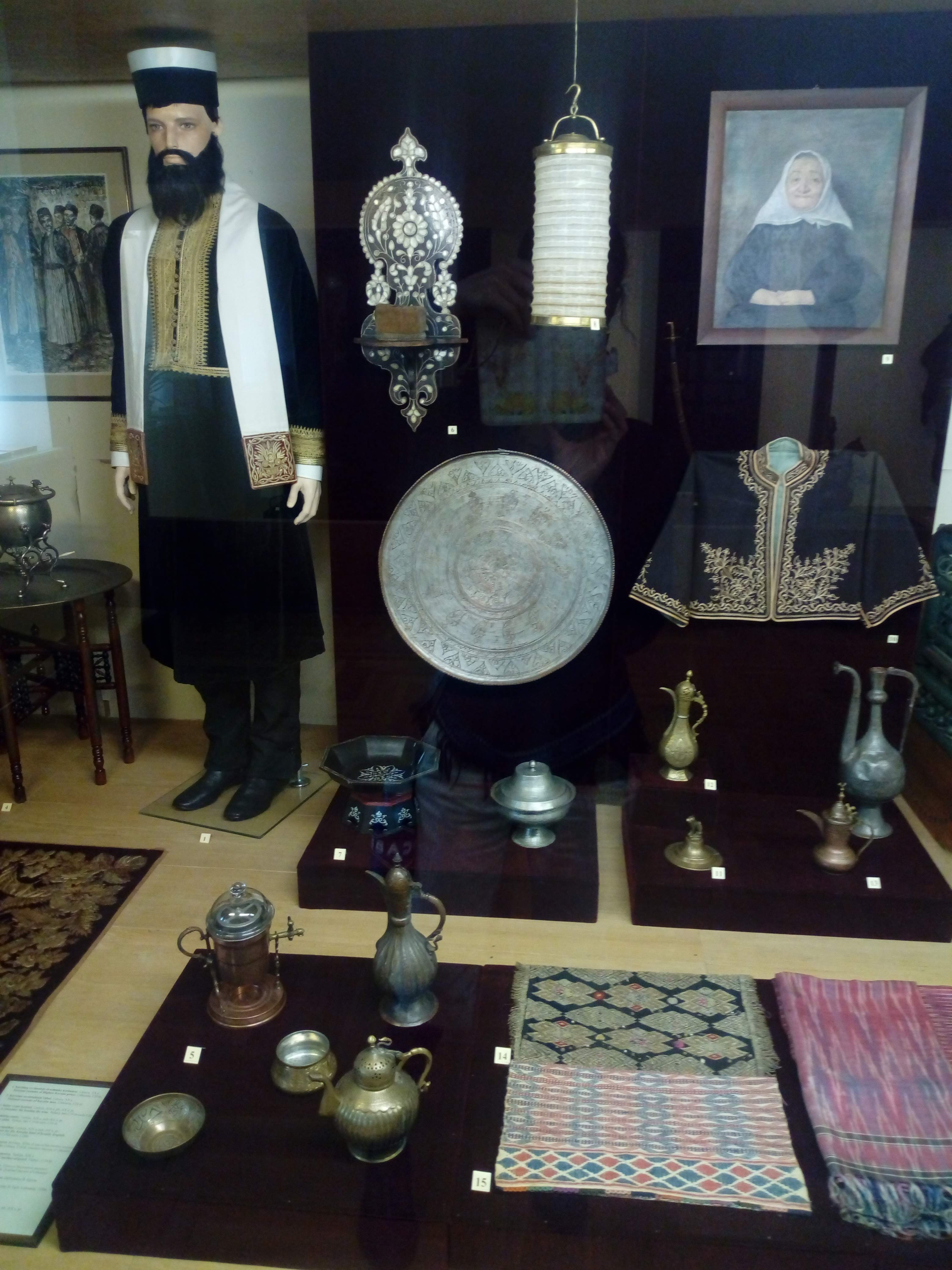
Караимская культура, музей в Тракае

Криптоиудеями называются потомки евреев, которые были насильственным путём обращены в христианство или ислам, но продолжали тайно соблюдать отдельные элементы иудаизма и хранить элементы видоизменённой евр. бытовой культуры. К их числу принадлежат марраны, являющиеся потомками «новых христиан» и проживающие на Пиренейском полуострове, на юге США, в странах Латинской Америки и на Филиппинах. В современную эпоху они отчасти присоединяются к еврейским общинам в своих странах или переезжают в Израиль. Наиболее компактная их группа существует в португальском городе Бельмонти. К другим криптоиудеям относятся шуэтос, являющиеся потомками крещёных евреев Балеарских островов; джадиды и чала на территории Ирана и Средней Азии, которые формально считаются мусульманами, но сохраняют в своём быту элементы еврейской культуры; дёнме на территории Турции.
Иудействующими считаются группы, происходящие из разных нееврейских этнических групп, которые исповедуют или стремятся исповедовать иудаизма, часто в своеобразной форме, и рассматривают себя как часть еврейского народа. К ним относятся геры и субботники из регионов Центральной России, Сибири и Закавказья; бней-менаше, проживающие на индийской союзной территории Мизорам, в штате Манипур и в национальной области Чин Мьянмы и заявляющие, что являются потомками колена Менаше, одного из потерянных колен израилевых; говорящие на языке телугу бней-эфраим на территории индийского штата Андхра-Прадеш, которые перешли в иудаизм в 1981 году и считают себя потомками колена Эфраим, также одного из потерянных колен израилевых; абаюдайя на территории Уганды; говорящие на банту лемба на территории ЮАР и Зимбабве и др.
К периферии еврейского этноса принадлежат этноконфессиональные группы самаритян и караимов.

## В филателии

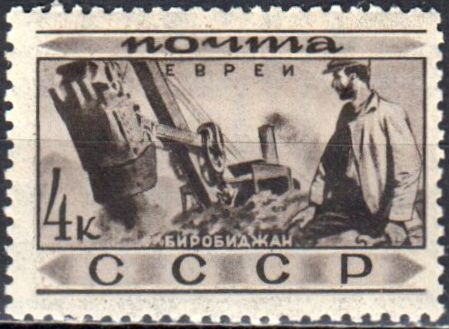
Серия «Народы СССР» (евреи), почтовая марка СССР 1933 года

Еврейская история, вклад евреев в мировую культуру и науку и другие темы в рамках иудаики, как и антисемитские идеи, широко отражены в филателии.
В 1933 году в СССР была выпущена этнографическая серия почтовых марок «Народы СССР». Среди них была марка, посвящённая евреям.